# نساء العالم
نساء العالم هي قمة سنوية انطلقت في عام 2010 بواسطة تينا براون، ذات الأصول البريطانية ورئيسة تحرير كل من تايلر، فانتي فير، وذا نيو يوركر، وتوك نيوزويك، وذا ديلي بييست، وصاحبة كتاب وقائع ديانا وهو السيرة الذاتية لحياة الأميرة ديانا أميرة ويلز، أقيمت القمة للمرة الأولى في مدينة نيويورك على مسرح هيدسون، واصبحت تُقام الآن في مركز لينكولن على مسرح ديفيد كوش، تضم القياديات والفنانات، و  صانعات التغيير السياسي حول العالم، وذلك لنشر قصصهم ولتقديم الحلول لبناء حياة أفضل للنساء والفتيات حول العالم، كايل جيبسون المنتجة السابقة لقنوات أي بي سي نيوز هي الآن المنتجة التنفيذية ومديرة تحرير هذا الحدث
عقدت القمة الافتتاحية في الفترة من 12-14 من أذار\ مارس عام 2010 , وضمت كل من صاحبة السمو الملكة رانيا ملكة الأردن، وميريل ستريب، فالري جارت، وكريستين لاغارد، بالإضاقة إلى هيلاري كلينتون ومادلين أوبريت ونورا أفرون وكاتي كوريك، بينما عُقدت القمة الثانية في الفترة من 12 إلى 15 مارس عام 2011 , وكان من ضمن الحضور الرئيس بيل كلينتون،  و هيلاري كلينتون، والدكتورة حواء عبدي، بالإضافة إلى كونداليزا رايز، وشيريل سندبرج، والدكتورة نجوزي اكونجو-إيوالا، وديان فون فورستنبرغ، أيضا  مليندا غيتنس وأشلي جود واخريات.
في عام 2011 , نُقلت القمة الثالثة إلى مركز لينكولن في منهاتن، وعقدت في الفترة من 8 إلى 10 من شهر أذار \ مارس، وحضرها أكثر من 2500 مرأة، وبرز في الحدث كل من هيلاري كلينتون، وأنجلينا جولي، ومادلين ألبرت، والحائزة على جائزة نوبل في السلام ليما غبوي، بالإضافة إلى داليا زيادة، وميريل ستريب، ونانسي بيلوسي، وغلوريا ستانيم، وزينب سلبي، وكريستين أمان بور. وأيمي تساي، وتسيبي ليفني، وشيرل ساندبيرج.
عام 2012 , نساء العالم توسع إلى خارج الولايات المتحدة حيث عُقدت القمة في ساو باولو، البرازيل، شاركت في استضافتها تينا براون، وديان فون فورستنبرغ، ونيزان جوانيس، وغلوريا ماريا، وجولينيا أزفيدو، وفانيا سومافيلا، كما ضم وزيرة الخارجية السابقة كولداليزا رايز، والرائدة بريسيلا دي أوليفيرا أزيفيدو، وماريا دابنها، وشوشا، وجلويا لوغو، وراكيل باروس دا سيلفا، وداليا زيادة.
عام 2013 , ضمت القمة السنوية الرابعة 4-5 إبريل مشاركين منهم هيلاري رودهام كلينتون، وأنجلينا جولي، وإيفا لانغوريا، وسوزان رايس، وميريل ستريب، وأوبرا وينفري، وغاري كاسباروف، بالإضافة إلى دكتور مامفيلا رامفيل، وميكيلا ديبرنس، وتوم هانكس، وشرمين عبيد شينوي، وعرض فيديو قدمته ملالا يوسفزي .
ابتداء من قمة عام 2012 تشاركت تويوتا ونساء العالم في سلسلة (أمهات الأختراع), في عام 2012 المكرمين شملوا كل من أسناث أندروز على أكاديمية كاثرين فيرجسون، وتاليا ليمان على موقع راندم كيدز.اوغ، بالإضافة إلى جيسيكا ماثيوز وجوليا سيلفرمان على سوكيت. عام 2013, المكرموت ضموا كل من كالإيتام م.شوكلا على فريش بابرز، وسيجال هاتي وتارا روبرتس على جيرل تانك، وكينريا ومورغان أونيل على ريكفرز.اوغ. في يناير عام 2014 أعلنت تويوتا ونساء في العالم كلا من آنا سنورك وأندريا سيرشتا المؤسستين لليومن أيد باعتباهم المركز الأول من الثلاثة أمهات الاخنراع المكرمين لعام 2014 .

## مؤسسة نساء في العالم
انطلقت مؤسسة نساء في العالم في سبتمر عام 2011.
في عام 2013 , وسعت المؤسسة شراكتها مع (فيتل فويس جلوبال برتنرشيب) الغير ربحية، تدير الآن (فيتل فويس جلوبال برتنرشيب) المؤسسة ومبادراتها بما في ذلك جوائز نساء مؤثرات، ونساء في العالم في الحرم الجامعي، وقاعدة بيانات الحلول التي تعرضها المنظمات الغير ربحية لتقدم الفتيات والنساء.
.
- المنصة العالمية لنساء في "العالم دوت اورغ"هي منصة ومجتمع على الإنترنت والتي تحدد الاحتياجات والمصادر من خلال عرض المنظمات التي تعمل على النهوض بالنساء والفتيات.
- جوائز النساء المؤثراتهي جوائز تُمنح للمنظمات العاملة على أرض الواقع من أجل النهوض بالنساء والفتيات مثل: الليبيرية الحائزة على جائزة نوبل ليما غبوي، ودكتور حواء عبدي الناشطة الصومالية في مجال حقوق الأنسان، بالأضافة إلى دكتور كيكينيا نتايا التي تدير مدرسة لجميع الفتيات في كينيا، وراكيل باروس دا سليفا التي تعمل مع الأمهات والحوامل المعرضات للخطر في البرازيل، وماريا دابنها التي كانت ضحية عنف منزلي فظيع والتي حفز نشاطها الحكومة البرازيلية لسن قانون لتشديد العقوبات على الاعتداءات المنزلية، ودونا آنا ماركونديز فاريا الزعيمة والمربية في أحياء البرازيل العنيفة الفقيرة، ومولي ميليشنغ لعملها في تدريس المجنمعت الأفريقية لتغير الممارسات الثقاقية التي تضر بالمرأة مثل ختان النساء، وسوزانا تريماركو لمكافتحها ضد الاأتجار بالبشر وإنقاذ حياة الفتيات الصغيرات من بيوت الدعارة في الأرجنتين، وبطلة الشطرنج الأوغندية فيونا التي انتصرت على ظروف مروعة في كمبالا، والتي كانت تأمل أن تصبح طبيبة، وهوميرا باخال وخالدة بروي وهما ناشطتان شابتان باكستانيتان واللتا خاطرتا ببحياتهما لتعليم الفتيات في باكستان.
- الجيل القادم من نساء في العالمهو برنامج توعية بالحرم الجامعي لنساء في العالم والذي يربط القيادات الشابة بالنساء الرائدة في مجال إدارة الأعمال.